# Robert Kopač
Robert Kopač (ur. 9 lipca 1968) – jugosłowiański skoczek narciarski. Najlepsze wyniki w Pucharze Świata osiągnął w sezonie 1987/1988, kiedy zajął 52. miejsce w klasyfikacji generalnej.

## Puchar Świata w skokach narciarskich

### Miejsca w klasyfikacji generalnej
- sezon 1986/1987: niesklasyfikowany
- sezon 1987/1988: 52.